# Kostel svatého Kosmy a Damiána (Bratislava)
Kostel svatého Kosmy a Damiána (slovensky Kostol svätých Kozmy a Damiána) je architektonickým symbolem Dúbravky. Stavebně je velmi zajímavý z důvodu, že má eliptický půdorys a architektonicky je příbuzný s kostelem sv. Trojice v Bratislavě.

## Architektura
Kostel byl postaven v roce 1720 jako filiální kostel Devínské farnosti na místě původního kostela. Malba interiéru pochází z roku 1722. Kostel sv. Kosmy a Damiána představuje jednoduchou centrální stavbu. V interiéru se nachází osm kapkovitých výklenků. Původně kostel neměl sakristii a ani chór. Dnešní věž zakončená cibulovitou střechou pravděpodobně vystřídala v roce 1766 starší dřevěnou věž. Tehdy byla zhotovena i nová střecha kostela.
Kostel slouží od roku 1807 jako farní kostel Dúbravské farnosti, neboť až v onom roce byla v Dúbravce zřízena farnost.

## Oltář
Původní pozdně barokní oltář z poslední třetiny osmnáctého století měl sloupovou architekturu s korintskými hlavicemi. Ve středu oltáře je velký obraz zmrtvýchvstání, ve štítu menší obraz Nejsvětější trojice.
Přes 20 let byl v kostele uchováván i boční oltář Panny Marie z poloviny osmnáctého století, který má sloupovou architekturu s Korintským hlavicemi. Ve středu oltáře v barokním rámu je menší obraz Panny Marie, který ze stran přidržují postavy andělů. Oltář pochází z kaple arcibiskupského letního sídla v Bratislavě, kam byl po roce 1989 vrácen.